# Hyphessobrycon notidanos
Hyphessobrycon notidanos és una espècie de peix de la família dels caràcids i de l'ordre dels caraciformes.

## Morfologia
- Els mascles poden assolir 2,9 cm de llargària total.[4]

## Hàbitat
Viu a àrees de clima tropical.

## Distribució geogràfica
Es troba a Sud-amèrica: riu Doze de Outubro (conca del riu Tapajós, Brasil).